# Залізна людина (скульптура)
Залізна людина (англ. Iron Man) — тибетська скульптура висотою 24 см і вагою в 10,6 кг буддистського божества Вайшравана (або його сина Кубера), виточена із фрагмента залізного метеорита класу атаксити (залізні метеорити, багаті на нікель). Була створена в XI ст. в традиціях культури «бон» із метеорита, що впав на Землю близько 15 тисяч років тому. Давнє походження скульптури піддається обґрунтованій критиці.

## Історія
Скульптура була придбана в Тибеті в 1938 р. експедицією Третього Рейху під керівництвом тибетолога Ернста Шеффера. Після закінчення Другої світової війни виявилася в приватній колекції. Була продана на аукціоні 2009 року. Нижче грудей божества зображена буддистська лівостороння свастика (обертання проти годинникової стрілки).
2012 року група вчених з Інституту планетології Штутгартського університету провела аналіз матеріалу скульптури і опублікувала свої висновки у журналі «Meteoritics & Planetary Science».

## Полеміка
Скульптура має деталі, які ставлять під сумнів справжню природу її походження. Також існують сумніви, що вона має стосунок до тибетської культури і, взагалі, до буддизму. Навіть автори, що твердили про її метеоритне походження, у своїй статті висловлюють деякі побоювання і підкреслюють, що оцінка дати виготовлення є лише припущенням. Що стосується експедиції Шеффера, немає ніяких незалежних підтверджень про зв'язок цієї скульптури з експедицією. І автори статті про метеоритне походження лише заявляють «наскільки ми знаємо».
Є підозри, що це просто хороша підробка, особливо якщо аналізувати деталі одягу і порівнювати атрибути із тим божеством, якого нібито представляє скульптура.